# ブレット・トンプソン (ラグビー選手)
ブレット・トンプソン（Brett Thompson、1990年8月17日 - ）は、メジャーリーグラグビー、サンディエゴ・リージョンに所属するラグビー選手。

## プロフィール
- アメリカ・アリゾナ州テンピ出身。
- ポジションはウィング(WTB)、フルバック(FB)。
- 身長 193cm、体重 102kg
- アメリカ代表キャップは6(2020年7月現在)でラグビーワールドカップ2015のアメリカ代表に選ばれた[1]。
- 7人制アメリカ代表に選ばれたことがある[2]。

## 略歴
2018年、サンディエゴ・リージョンに加入。